# St. Marien Immaculata Conceptio (Bückeburg)

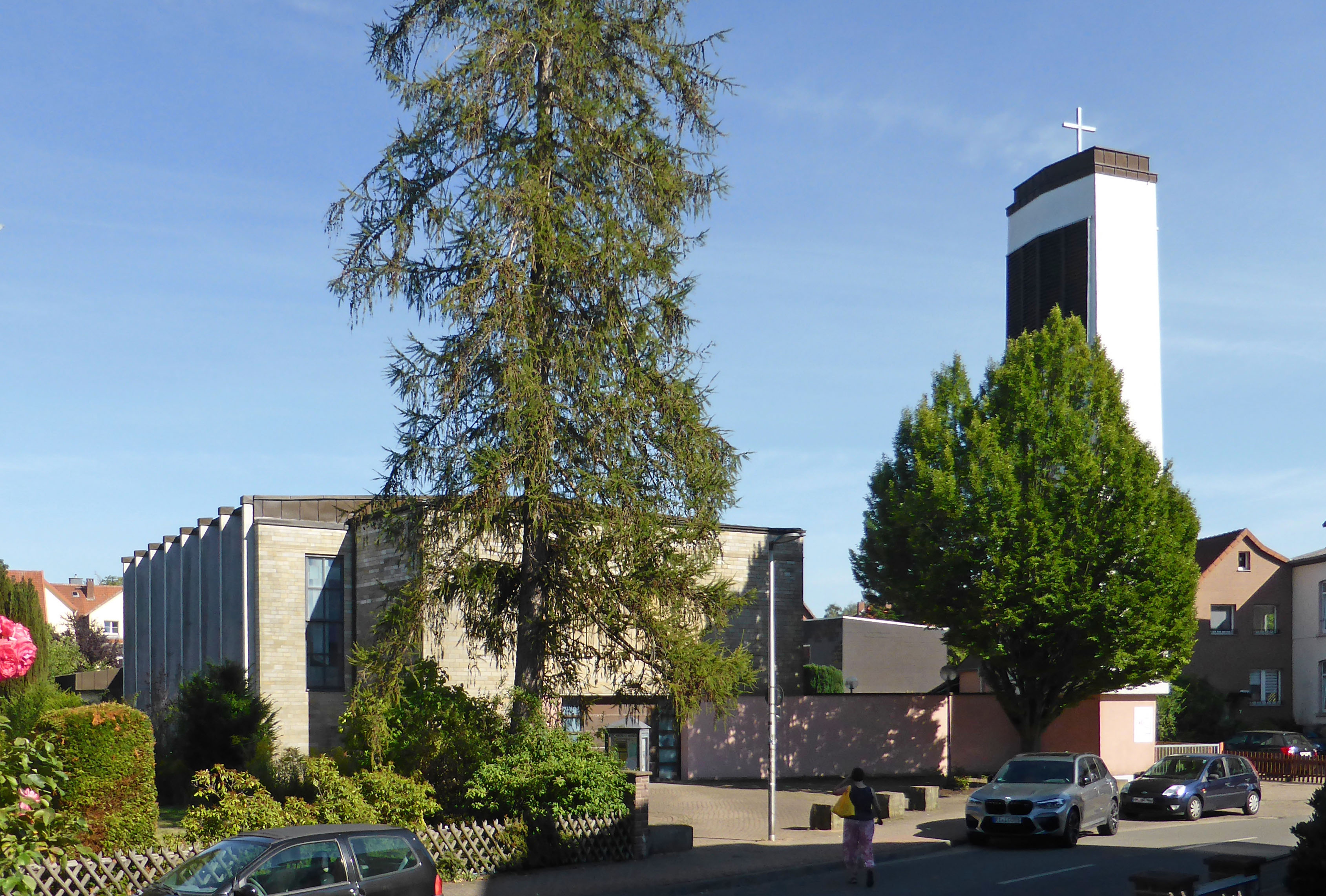
St.-Marien-Kirche

Die Kirche Sankt Marien Immaculata Conceptio, auch kurz St. Marien genannt, ist die römisch-katholische Kirche in Bückeburg, einer Stadt im Landkreis Schaumburg in Niedersachsen. Das nach der Unbefleckten Empfängnis (lateinisch immaculata conceptio) Marias benannte Gotteshaus ist die Pfarrkirche der Pfarrgemeinde St. Marien, im Dekanat Weserbergland des Bistums Hildesheim.

## Geschichte
1559 wurde durch ein Dekret von Graf Otto IV. in der Grafschaft Schaumburg die Reformation eingeführt. Infolgedessen wurden die Einwohner und die Kirche von Bückeburg protestantisch.
1716 fand in der Schlosskapelle der erste katholische Gottesdienst in Bückeburg seit der Reformation statt. Katholische Geistliche aus Minden hielten ab 1750 regelmäßig Gottesdienste in einer Kapelle des Schlosses.
1863 bekam Bückeburg mit der kleinen neugotischen St.-Marien-Kirche an der Herderstraße eine eigene katholische Kirche.
Am 1. Juli 1911 wurde die katholische Kirchengemeinde (Kuratie) Bückeburg zur Pfarrei Bückeburg erhoben.
Im Zuge der Flucht und Vertreibung Deutscher aus Mittel- und Osteuropa 1945–1950 stieg die Zahl der Katholiken in der Pfarrei Bückeburg so stark an, dass die bisherige St.-Marien-Kirche zu klein wurde.
1963 bekam die Pfarrei Bückeburg in Bad Eilsen mit der St.-Johannes-Evangelist-Kirche eine Filialkirche.
1965 ging das Gebiet des ehemaligen Landes Schaumburg-Lippe, dessen Hauptstadt Bückeburg war, vom Bistum Osnabrück zum Bistum Hildesheim über.
1966 erfolgte der Bau und die Benediktion der heutigen Kirche. Im Februar 1967 feierte Hans-Jochen Jaschke, später Weihbischof im Erzbistum Hamburg, seine Primiz in der neuen Marienkirche, die damals schon von der Bückeburger Pfarrei genutzt wurde. Die Vorgängerkirche wurde dann im Laufe des Jahres 1967 abgerissen. Am 8. Dezember 1967, dem Hochfest der ohne Erbsünde empfangenen Jungfrau und Gottesmutter Maria, erhielt die neue Kirche ihre bischöfliche Weihe durch Bischof Heinrich Maria Janssen.
Am 1. September 2008 entstand die heutige Pfarrgemeinde St. Marien, Bückeburg, zu der neben der Marienkirche in Bückeburg auch die Kirchen St. Josef (Obernkirchen) und St. Katharina (Rehren) gehören. Zum Einzugsgebiet der Pfarrgemeinde gehört weiter auch Bad Eilsen, wo die St.-Johannes-Evangelist-Kirche am 29. Mai 2010 profaniert wurde.
2011, als das 100-jährige Jubiläum der Pfarreigründung gefeiert wurde, gehörten zum Einzugsgebiet der Kirche rund 3.000 Katholiken. Am 1. September 2012 wurden das Dekanat Bückeburg, dessen Sitz die Marienkirche war, und das Dekanat Hameln-Holzminden zum heutigen Dekanat Weserbergland vereinigt.

## Gebäude und Ausstattung

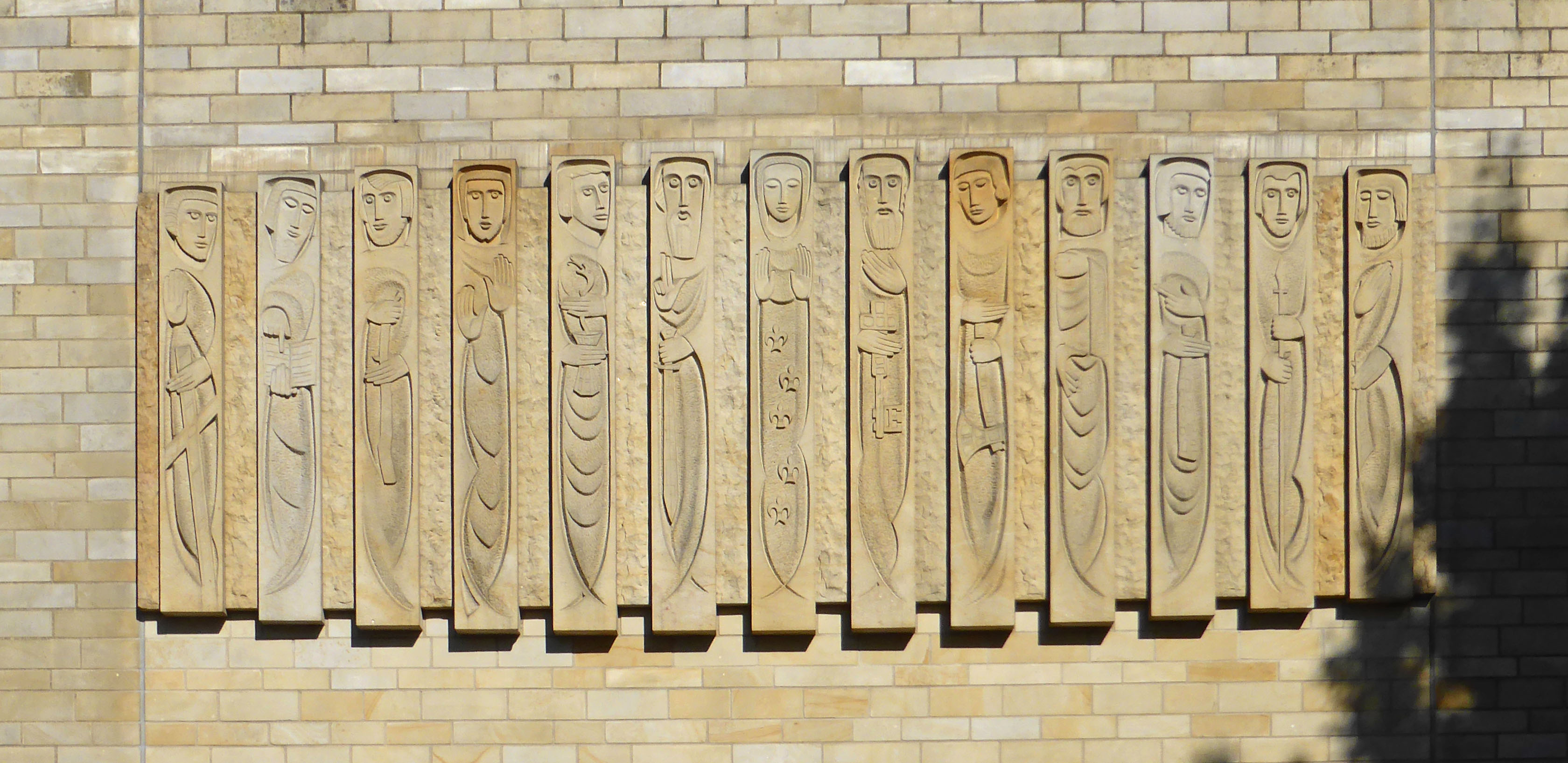
Relief über dem Haupteingang

Die geostete Kirche befindet sich am Ostrand der Stadtmitte am Oberwallweg, rund 200 Meter von der Bückeburger Stadtkirche, der Bischofskirche der Evangelisch-Lutherischen Landeskirche Schaumburg-Lippe, entfernt.
Die Kirche von 1966 entstand nach Plänen von Werner Rösner vom Architektenbüro Schlusche & Rösner aus Minden. Sie ist, ganz im Sinne des Zweiten Vatikanischen Konzils, als moderne Saalkirche mit einem freistehenden Glockenturm ausgeführt. Das Flachdach wurde 1992 nach Undichtigkeiten durch ein Satteldach mit einer geringen Dachneigung überdeckt. Ein Relief über dem Haupteingang stellt Maria, die Schutzpatronin der Kirche, inmitten der zwölf Apostel dar. Es ist ein Werk des Bildhauers Josef Franke.
Eine Glocke von 1929 stammt aus der Vorgängerkirche, die beiden anderen Glocken, von 1507 und 1665, gelangten nach dem Zweiten Weltkrieg über den Hamburger Glockenfriedhof nach Bückeburg.
Das Buntglasfenster im Altarraum wurde von Joachim Dorn entworfen und 1993 vom Derix Glasstudio realisiert. Das Kirchengestühl bietet den Besuchern 264 Sitzplätze. An den Seitenwänden der Kirche hängen 14 Kreuzwegstationen, die als Holzrelief ausgeführt sind.
1993/94 wurde eine Umgestaltung des Innenraumes von St. Marien vorgenommen. Ins Auge fallen die kunstvolle Holzdecke und das große Kreuz an der Altarwand. Damals wurde auch unter der Orgelempore eine Marienkapelle eingerichtet, in der neben einer Mondsichelmadonna Opferkerzen aufgestellt werden können. Das dort befindliche kleine Rundfenster stammt noch aus der Vorgängerkirche, es stellt den Erzengel Gabriel bei der Verkündigung des Herrn dar.
Vorne rechts befindet sich ein Reliefbild, das aus der profanierten Filialkirche St. Johannes Evangelist in Bad Eilsen stammt und die Heiligen Drei Könige zeigt, die dem Jesuskind huldigen. Vor dem Bild steht der Taufstein.